# Dany Cotton
Danielle Amara Cotton, QFSM (* 11. Juni 1969, Rufname Dany Cotton) ist eine pensionierte britische Berufsfeuerwehrfrau. Sie war von Januar 2017 bis Dezember 2019 die Leiterin (Commissioner) der London Fire Brigade (LFB), der Berufsfeuerwehr der Hauptstadt London.

## Berufliche Laufbahn
Dany Cotton trat der London Fire Brigade im Jahr 1988 im Alter von 18 Jahren bei und begann ihre Ausbildung zur Feuerwehrfrau am Southwark Training Center. Später wurde Cotton die erste weibliche Leiterin einer Feuerwache (Station Officer) in der Geschichte der Londoner Feuerwehr und stieg weiter auf zu einer der drei Direktoren der LFB (zweite Leitungsebene unterhalb des Behördenleiters). In dieser Funktion war sie zuständig für die Leitung des Bereichs Safety and Assurance.
Im Jahr 2004 wurde Cotton als erste Frau mit der Queen's Fire Service Medal (QFSM) ausgezeichnet und 2011 in die Liste der einflussreichsten Frauen in London gewählt. Am 12. August 2012 leitete sie den Großeinsatz der Londoner Feuerwehr bei dem Brand eines Wertstoffzentrums im Stadtteil Dagenham, dem mit rund 40 Einsatzfahrzeugen und über 200 Feuerwehrleuten zu diesem Zeitpunkt größten Feuerwehreinsatz in London seit den 1970er Jahren.
Im September 2016 wurde Dany Cotton mit Wirkung zum 1. Januar 2017 in Nachfolge Ron Dobsons zur Interim Commissioner (kommissarische Leiterin) ernannt. Im Jahr 2017 ernannte Bürgermeister Sadiq Khan sie zur Behördenleiterin, der Commissioner for Fire and Emergency Planning.
Wendepunkt ihrer Karriere war der Einsatz der LFB beim Großbrand des Grenfell Tower im Londoner Stadtteil North Kensington am 14. Juni 2017. Danach stand sie aus Kreisen der Überlebenden und der Hinterbliebenenfamilien in der Kritik. Sie verteidigte nachdrücklich die Vorgehensweise der LFB.
Cotton kündigte ihren Eintritt in den Ruhestand nach 32 Dienstjahren für das erste Halbjahr 2020 an. Nach Veröffentlichung eines Untersuchungsberichts zum Einsatz im Grenfell Tower und neuerlichen Rücktrittsforderungen verlor sie im Dezember 2019 die Unterstützung Sadiq Khans. Sie zog ihren Pensionierungstermin vor. Amtsnachfolger wurde im Januar 2020 der bisherige Stellvertreter Andy Roe.

## Auszeichnungen
Folgende Auszeichnungen wurden an Dany Cotton verliehen (mit Verleihungsjahr, Auflistung nach getragener Reihenfolge).
- Queen's Fire Service Medal (2004)
- Queen Elizabeth II Golden Jubilee Medal (2002)
- Queen Elizabeth II Diamond Jubilee Medal (2012)
- Fire Brigade Long Service and Good Conduct Medal (2008)